# Kleinkunstfestival Olen
Het Kleinkunstfestival Olen is een gratis openluchtfestival dat sinds 2000 jaarlijks op de laatste zondag van juli wordt gehouden in Olen.
Aanvankelijk werd het festival gepresenteerd door Bart Van Den Bossche. Na diens overlijden in 2013 nam Jelle Cleymans zijn taak over.

## Ontstaan
Ter gelegenheid van de viering 'Keizer Karel 1500-2000' werd in Olen vzw Keizer Karel Olen opgericht. Deze vzw coördineerde in 2000 alle festiviteiten die georganiseerd werden in dit kader. Na dit evenement, dat oorspronkelijk bedoeld was als een eenmalige gebeurtenis, werd besloten veel meer evenementen te gaan organiseren, waaronder dit jaarlijks terugkerend kleinkunstfestival.
De organisatie van het festival is in handen van de vzw Keizer Karel Olen.
Dit is sinds 2012 een gemeentelijke vzw die met subsidie van, en in samenwerking met de gemeente Olen instaat voor de cultuurprogrammatie.